# Stepanovia aspectabilis
Stepanovia aspectabilis är en stekelart som först beskrevs av Kostjukov 1995.  Stepanovia aspectabilis ingår i släktet Stepanovia och familjen finglanssteklar. Inga underarter finns listade i Catalogue of Life.